# シザーハンズ
『シザーハンズ』（原題: Edward Scissorhands）は、1990年のアメリカ映画。純真無垢な心を持つ人造人間と少女の交流を描いたファンタジー映画。

## あらすじ
寒い冬の夜。「雪はどうして降るの？」と孫娘に聞かれた祖母が話し始める。
昔々、町外れの山の上の屋敷に孤独に暮らす老発明家がいた。屋敷の中で、全自動クッキー製造機などの数々の発明品を作り出した彼は、遂には生命の創造に挑み、1人の人造人間を生み出す。彼はそれにエドワードと名付けて愛情をもって接する。不完全な部分を自らの発明品で補うために、ハサミを使って作った仮初の手を両手に、それから大きなハート形のクッキーを選んで心臓とする。そして、彼はついに本物の人間と同じ形をした両手を作り出すが、それをエドワードに披露した矢先、急な発作を起こし、エドワードを一人残してこの世を去ってしまう。エドワードは、両手がハサミのまま、屋敷に1人残された。
ある日エドワードの住む屋敷に、ペグという化粧品のセールスの女性がやってくる。心優しい彼女は、奇怪な姿をしたエドワードを発見したのち、彼をパステルカラーの家が並ぶ町に連れて帰ることにする。手がハサミのエドワードは食事さえままならないが、植木を様々な形に美しく整えたり、ペットの毛を刈ったり、女性たちの髪を独創的な感じにカットしたりして地域の人気者になっていった。やがてエドワードは、ペグの娘キムに恋をする。
ある時エドワードは、キムのボーイフレンドのジムに利用され、夜間に彼らと一緒にジムの家に不法侵入するが、警報装置にかかったエドワードだけ逮捕されてしまう。キムを気遣ったエドワードは真相を語らず、周囲の人々は彼を避けるようになったが、キムはエドワードの優しさに惹かれ始め、ジムは嫉妬を募らせてゆく。
クリスマスの夜、氷の彫刻を作って美しい雪を降らせていたエドワードは誤ってキムの手を傷つけ、ジムに罵られて家を追い出されてしまう。キムはジムに怒りを覚え、絶交を言い渡した。怒り狂ったジムはやけ酒を飲み、飲酒運転をしてしまいキムの弟のケヴィンを轢きそうになる。間一髪でケヴィンを助けたエドワードだが、その際にハサミでケヴィンに怪我をさせてしまう。危険な化け物として街の人々に責められたエドワードは、屋敷へと逃げ込んだ。
エドワードを案じたキムは彼の後を追うが、さらにそれを追ってきたジムともみ合いになり、エドワードは彼を殺してしまう。キムはエドワードに「愛してる」と言って別れを告げると、屋敷に残されていた、かつて発明家が作り出したエドワードの両手とはまた別の「ハサミの手」を持ち出すと、屋敷に押し寄せてきた町の人々にその手を見せてエドワードは死んだと偽り彼を匿った。
それ以来、エドワードが来る前には降らなかった雪が、毎年クリスマスの時期になると町に降るようになったのだという。
「どうしてそんな話を知ってるの？」と尋ねる孫娘に祖母は答える。「そこにいたからよ。彼には今も見えるはず。彼が降らせた雪の中で踊る私の姿が…」。その言葉の通り、山の上の屋敷では昔と変わらない青年の姿をしたエドワードが両手のハサミで氷の彫刻を作っていた。彫刻を作る最中に飛び散った細かい氷の粒こそが、空から降る雪の正体だった。そして、その氷の彫刻が模っているのは若き日の祖母、すなわちかつてのキムの姿であった。
繊細で心優しき人造人間エドワードと人間の娘キムの間に芽生えた愛が、今もなお生き続け、そしてささやかな奇跡を生み出しているのを明かす形で、物語の幕は下りる。

## キャスト
| 役名                     | 俳優                               | 日本語吹替 | 日本語吹替   |
| 役名                     | 俳優                               | ソフト版   | テレビ朝日版 |
| ------------------------ | ---------------------------------- | ---------- | ------------ |
| エドワード・シザーハンズ | ジョニー・デップ                   | 塩沢兼人   | 関俊彦       |
| キム                     | ウィノナ・ライダー                 | 玉川砂記子 | 玉川砂記子   |
| キムおばあちゃん         | ウィノナ・ライダー                 | 瀬能礼子   | 前田敏子     |
| ペグ                     | ダイアン・ウィースト               | 鈴木弘子   | 藤田淑子     |
| ジム                     | アンソニー・マイケル・ホール       | 堀内賢雄   | 森川智之     |
| ジョイス                 | キャシー・ベイカー                 | 吉田理保子 | 一城みゆ希   |
| ビル                     | アラン・アーキン                   | 嶋俊介     | 堀勝之祐     |
| ケヴィン                 | ロバート・オリヴェリ               | 合野琢真   | 松岡洋子     |
| 発明家                   | ヴィンセント・プライス             | 大木民夫   | 加藤精三     |
| ヘレン                   | コンチャータ・フェレル             | 片岡富枝   | 片岡富枝     |
| ジョージ                 | ビフ・イェーガー                   | 星野充昭   | 荒川太朗     |
| マージ                   | キャロライン・アーロン             | 山田栄子   | 磯辺万沙子   |
| アレン巡査               | ディック・アンソニー・ウィリアムズ | 池田勝     | 西村知道     |
| エスメラルダ             | オーラン・ジョーンズ               | さとうあい | 滝沢久美子   |
| ティンカ                 | スーザン・ブロンマート             | 秋元千賀子 | 大橋世津     |
| テレビ司会者             | ジョン・デヴィッドソン             | 江原正士   | 小室正幸     |
| 隠居老人                 | スチュアート・ランカスター         | 掛川裕彦   |              |
| ダフィールド             | アラン・ファッジ                   | 掛川裕彦   |              |
| 心理学者                 | アーロン・ラスティグ               | 江原正士   |              |
| 孫娘                     | ジーナ・ギャラガー                 | 渡辺菜生子 | 白鳥由里     |

- ソフト版：VHS・DVD・BD収録
- テレビ朝日版：初回放送1994年6月5日『日曜洋画劇場』

※正味約98分

## 作品解説
映画の撮影のほとんどはフロリダ州タンパ近郊の町、デイドシティ、ウェスリーチャペル、ラッツなどで行われた。撮影に使われた家は全て現役の住居であり、住民の了承の上で貸し切って撮影を行っている。

### 製作
10代の頃のティム・バートンはいつも孤独で周囲の人間との関係に問題を持っており、そのような少年時代の経験がシザーハンズにも反映されている。ビートルジュースのプリプロダクションを行っている間に、バートンは当時まだ若い小説家であったキャロライン・トンプソンをシザーハンズの脚本家として雇った。バートンはトンプソンの短編小説『First Born』に感銘を受けており、「『First Born』には自分がシザーハンズで表現したいものと同様の心理的要素がある」と感じたからである。トンプソンはシザーハンズの脚本を書き上げ、バートンはシザーハンズの企画をワーナー・ブラザースに持ち込んだ。しかし2か月後にワーナー・ブラザースは映画上映権を20世紀FOXに売却した。20世紀FOXはトンプソンの脚本を評価し、バートンを監督に置いてシザーハンズの企画に予算を出すことに同意した。

### 配役
当初、エドワード役にはトム・クルーズが候補に挙がっていたが、彼が要求したハッピーエンドをティム・バートンが却下したため降板した。他にもトム・ハンクス、マイケル・ジャクソンも候補になっていた。
ティム・バートンは初めて会ったときのジョニー・デップは箸にも棒にもかからない程に下手な役者だったとしている。同時に自分の枠を突き破ろうとする意欲のある役者であったとして、映画監督とはそんな役者と仕事をしたい職業なのだと語っている。ジョニー・デップはこの映画ののち、ティム・バートンと良きパートナーとなった。ジョニー・デップ自身この作品には思い入れがあるため続編をやりたいと語っている。 
発明家役のヴィンセント・プライスは、この作品が遺作となった（1993年10月25日に他界）。

## 豆知識
- この作品をきっかけに、ジョニー・デップとウィノナ・ライダーは婚約しているが、後に解消した。
- 20世紀フォックス映画のロゴにも雪が降る演出が加えられた。
- エドワードのモデルとなったのはスタイリストのエドワード・トリコミである[4]。一方で監督であるティム・バートンをモデルともしているというが、どのような意味でのモデルなのかは記されていない。
- 2021年2月に行われた第55回スーパーボウルではハーフタイムの間に流されたキャデラック（ゼネラルモーターズが展開している高級車ブランド）のCMで本作のその後が描かれ、父親であるエドワードのハサミの手を受け継いだため、日常生活において支障を来している息子のために母親のキムがハンズフリーでの自動運転が可能な電気自動車をプレゼントするというものだった。なお、キム役は本作と同じくウィノナ・ライダーが演じた[5][6]。